# Relaciones Costa Rica-Francia
Las relaciones Costa Rica-Francia se refieren a las relaciones internacionales de carácter bilateral que existen entre las repúblicas de Costa Rica y Francia.
Las relaciones entre Costa Rica y Francia fueron establecidas en 1848, posterior a la disolución de la Federación Centroamericana; en el mismo año donde se fundara la República de Costa Rica; mediante el tratado Toledo-Baradère. La bandera costarricense, fue creada por la ex primera dama Pacífica Fernández Oreamuno inspirándose en los colores de la bandera francesa.
En la actualidad, Francia y Costa Rica son importantes aliados políticos, comerciales y culturales. Generalmente mantienen valores comunes y posturas similares en la mayoría de las disputas internacionales.
En 2025 coanfitrionarán la Tercera Conferencia de las Naciones Unidas sobre el Océano. 

## Historia
Ver también: Inmigración francesa en Costa Rica
Inicio de Relaciones
El 12 de marzo de 1848 con la firma del tratado Toledo-Baradère, se establecen oficialmente las relaciones bilaterales entre el Estado de Costa Rica y la República Francesa. 
- El primer agente diplomático de Costa Rica en París fue el ministro plenipotenciario Felipe Francisco Molina y Bedoya; quien presentó el 4 de agosto de 1849 cartas credenciales al Príncipe Luis Napoleón, presidente de la República Francesa.
- El primer agente diplomático francés acreditado en Costa Rica fue Dagobert Fourcade, reconocido como Encargado de Negocios el 24 de septiembre de 1850.
- El primer agente consular nombrado por Costa Rica fue el francés Gabriel-Pierre Lafond, nombrado en 1857

Por fuera de los españoles e italianos, los franceses representaron uno de los principales grupos europeos que inmigraron a Costa Rica entre el siglo XIX y el siglo XX.
Bandera de Costa Rica

Bandera de Costa Rica, compuesta de cinco franjas de color blanco, azul y rojo, dispuestas de forma horizontal.

La bandera de Costa Rica fue elaborada por la entonces primera dama Pacífica Fernández Oreamuno, tomando como inspiración los colores de la bandera francesa, con la indicación de que “Francia recibió la civilización del sur, fueron los rayos perfectamente verticales, por eso los colores de su bandera corren en el mismo sentido. En Costa Rica no sucede lo mismo; debemos poner las franjas horizontales, como nos vienen los rayos.”
La bandera diseñada por Pacífica Fernández Oreamuno se izó por primera vez el 12 de noviembre de 1848.
Otros Datos Importantes

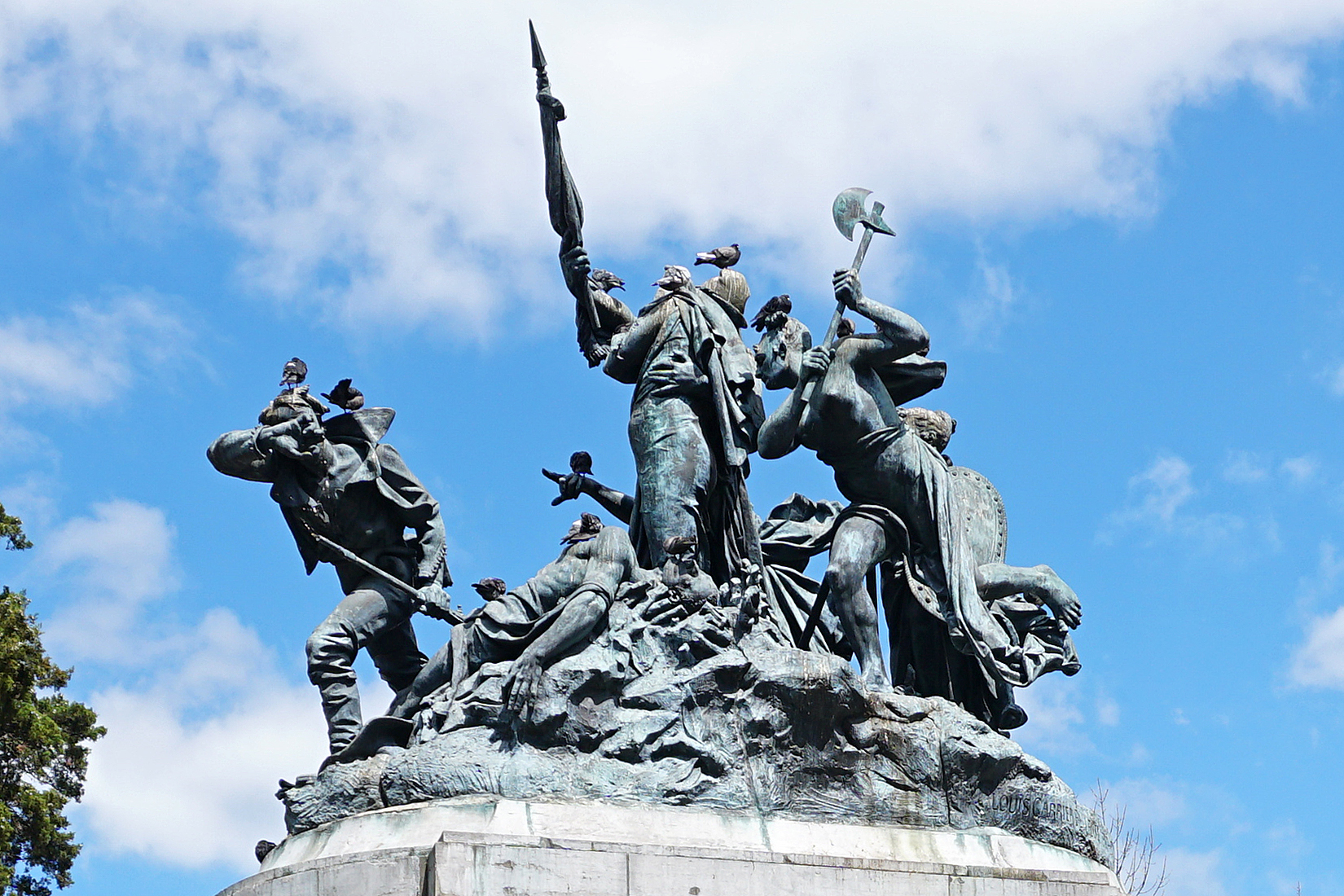

En el Monumento Nacional de Costa Rica; obra del escultor francés Louis Belleuse; tiene distintas referencias a la República Francesa:
- Las figura central porta el gorro frigio, símbolo de la Revolución Francesa.
- Tiene inscrito el lema francés “Libertad, Igualdad, Fraternidad” así como los conceptos de nación y de patria.

Año tras año, este monumento ha servido la labor de ser el punto de encuentro para las actividades protocolarias de aniversario de relaciones diplomáticas entre ambos países.
El Himno Nacional de Costa Rica, fue dedicado por su autor Manuel María Gutiérrez al francés y primer agente consular de Costa Rica Gabriel-Pierre Lafond.
El primer barrio organizado de Costa Rica, Barrio Amón, fue fundado en 1882 por Monsieur Amón, empresario cafetalero francés establecido en Costa Rica a finales del siglo XIX; donde también crea las primeras centrales hidroeléctricas del país.
Años Posteriores
Las relaciones entre ambos países se profundizaron a lo largo de los años, tanto desde un punto de vista diplomático como comercial y cultural. Actualmente ambas naciones mantienen un importante sentimiento de hermandad entre sí.
Ambos países comparten valores comunes como la paz, el respeto de los derechos humanos y la democracia. Firmaron un número importante de tratados y acuerdos bilaterales de cooperación en diferentes campos, como la cooperación cultural, técnica, científica, la conservación de recursos naturales y migratorios.

## Relaciones Culturales
Relaciones Culturales
Costa Rica y Francia mantienen activamente importantes programas de colaboración cultural, técnica y científica binacional.
El principal de estos programas fue establecido en 1969, mediante la ley 4481 de Costa Rica "Acuerdo de Cooperación Cultural y Técnica con Francia". Este, establecería las bases de la cooperación cultural y técnica entre ambas naciones y oficializaría la creación del Liceo Franco-Costarricense. En el año 2023, mediante la ley 10355, este último fue declarado como Institución Benemérita de la Educación y la Cultura Costarricense.
La Alianza Francesa, tiene una sede establecida en Barrio Amón, San José, Costa Rica, donde brinda servicios dedicados a la extensión de la francofonía en el país.

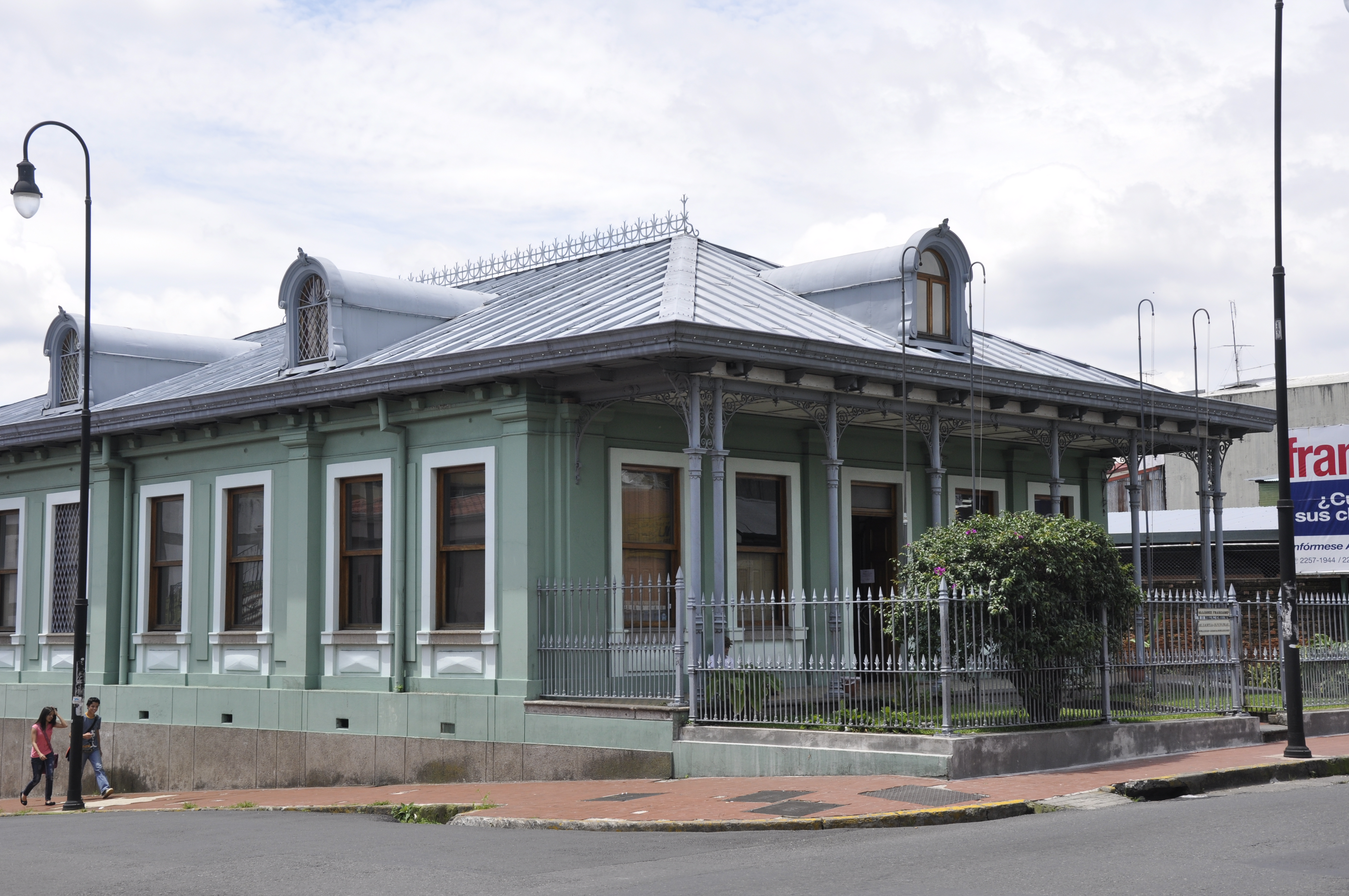
Sede de la Alianza Francesa en Costa Rica

Costa Rica es miembro observador de la Organización Internacional de la Francofonía.
Existen también múltiples acuerdos entre universidades costarricenses y universidades francesas para favorecer los intercambios de estudiantes.